# Vitrac-Saint-Vincent
Vitrac-Saint-Vincent ist eine französische Gemeinde mit 494 Einwohnern (Stand 1. Januar 2022) im Département Charente in der Region Nouvelle-Aquitaine; sie gehört zum Arrondissement Confolens und zum Kanton Charente-Bonnieure. 

## Geografie
Vitrac-Saint-Vincent befindet sich etwa 30 Kilometer nordöstlich von Angoulême. Umgeben wird Vitrac-Saint-Vincent von den Nachbargemeinden Suaux im Norden, Cherves-Châtelars im Osten, Montembœuf im Südosten, Saint-Adjutory im Süden sowie Chasseneuil-sur-Bonnieure im Westen und Nordwesten.

## Bevölkerungsentwicklung
| Jahr                       | 1962 | 1968 | 1975 | 1982 | 1990 | 1999 | 2006 | 2019 |
| Einwohner                  | 626  | 545  | 534  | 514  | 513  | 512  | 529  | 506  |
| Quellen: Cassini und INSEE |      |      |      |      |      |      |      |      |

## Sehenswürdigkeiten
- Kirche, frühere Prioratskirche Saint-Maixent
- Kapelle Saint-Vincent
- Schmiede von Puyravaud aus dem Jahre 1820, Monument historique seit 1994

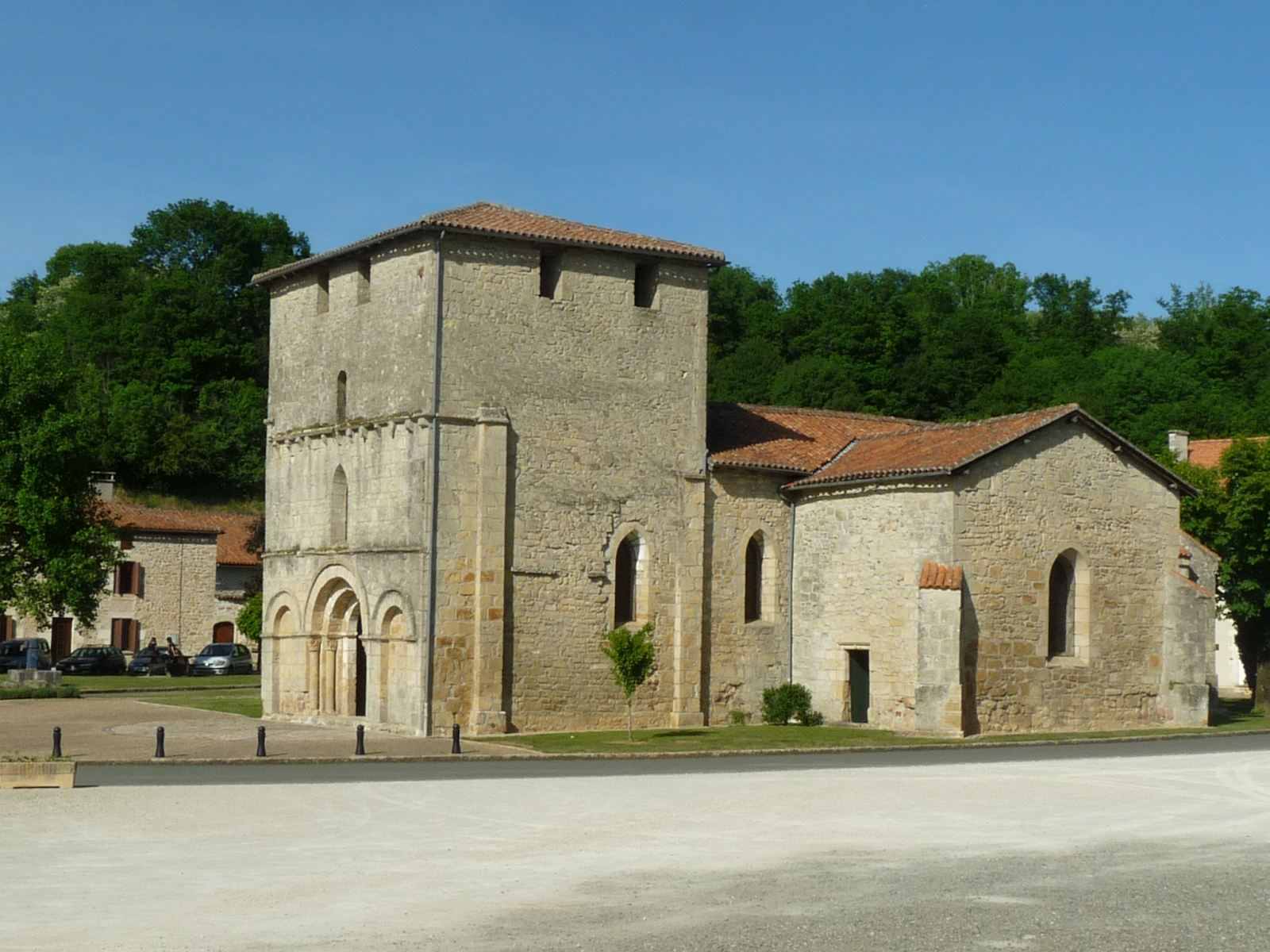
Kirche Saint-Maixent
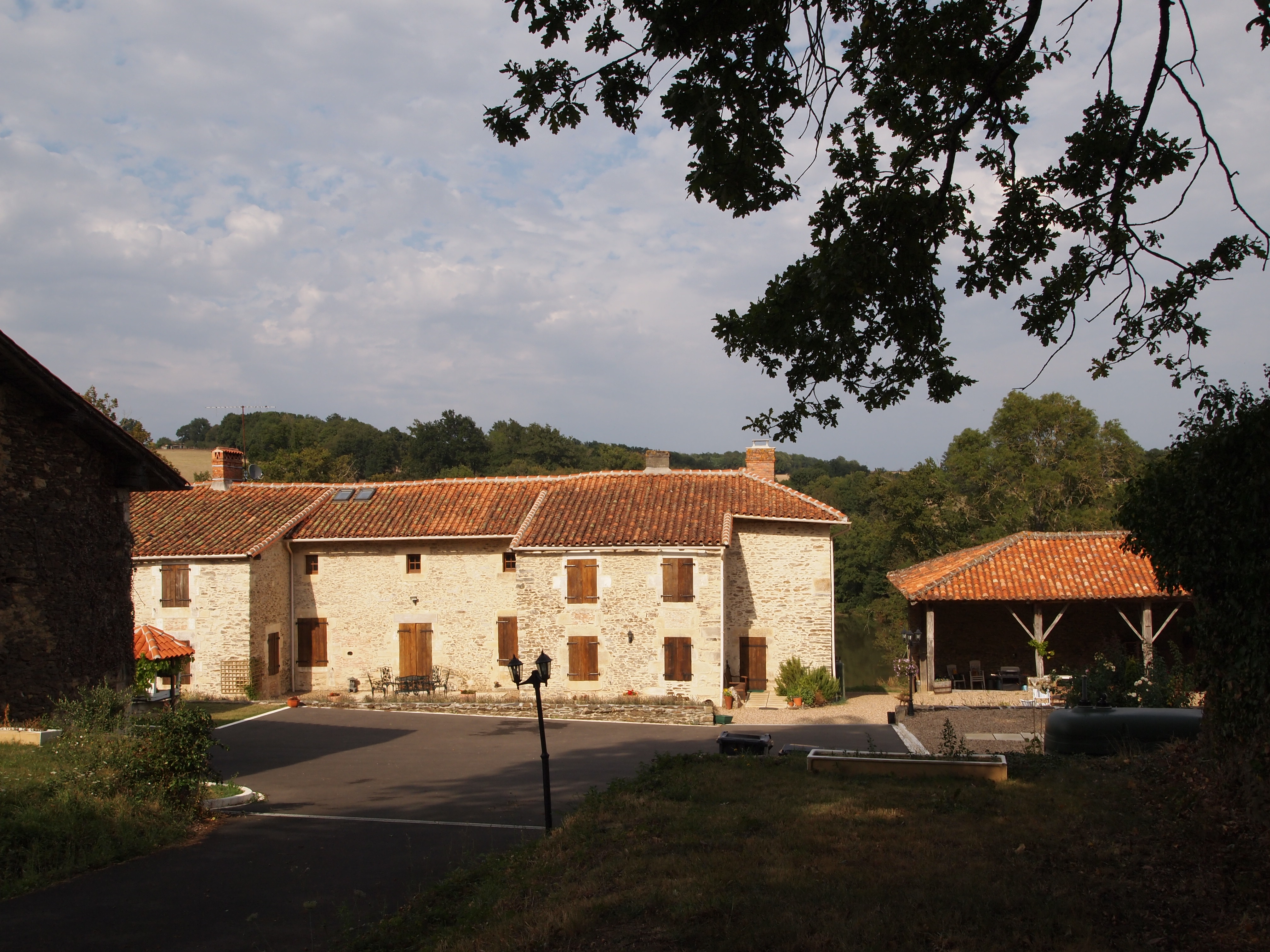
Schmiede von Puyravaud